# Pycnanthemum
Pycnanthemum — рід квіткових рослин родини глухокропивові (Lamiaceae). Рослини поширені на сході Канади й у США. Більшість видів трапляється на порушених місцях, у природно відкритих місцях проживання або на узліссях.

## Опис
Це кореневищні багаторічні трави, сильно ароматичні, з простими волосками. Листки сидячі або на коротких ніжках, від яйцюватих до ланцетоподібних, еліптичні або лінійні, з різними зубцями або цілі. Квітки в суцвіттях. Чашечка від радіально до  двосторонньо симетричної, від циліндричної до трубчасто-дзвінчастої, 5-часточкова, частки всі подібні або передні 2 більш глибоко розщеплені. Віночок, як правило, від білого до лавандового забарвлення з пурпурними плямами, 2-губий, задня губа ціла або злегка виїмчаста, передня губа 3-лопатева, трубка ± пряма. Тичинок 4. Горішки ± тригональні, гладкі або грубі, голі або запушені.

## Використання
Більшість видів використовують у кулінарії та приготуванні трав'яного чаю. 

## Класифікація
- Рід Pycnanthemum[1]:
  - Вид Pycnanthemum albescens Torr. & A.Gray
  - Вид Pycnanthemum beadlei (Small) Fernald
  - Вид Pycnanthemum californicum Torr. ex Durand
  - Вид Pycnanthemum clinopodioides Torr. & A.Gray
  - Вид Pycnanthemum curvipes (Greene) E.Grant & Epling
  - Вид Pycnanthemum flexuosum (Walter) Britton, Sterns & Poggenb.
  - Вид Pycnanthemum floridanum E.Grant & Epling
  - Вид Pycnanthemum incanum (L.) Michx.
  - Вид Pycnanthemum loomisii Nutt.
  - Вид Pycnanthemum monotrichum Fernald
  - Вид Pycnanthemum montanum Michx.
  - Вид Pycnanthemum muticum (Michx.) Pers.
  - Вид Pycnanthemum nudum Nutt.
  - Вид Pycnanthemum pycnanthemoides (Leavenw.) Fernald
  - Вид Pycnanthemum setosum Nutt.
  - Вид Pycnanthemum tenuifolium Schrad.
  - Вид Pycnanthemum torreyi Benth.
  - Вид Pycnanthemum verticillatum (Michx.) Pers.
  - Вид Pycnanthemum virginianum (L.) T.Durand & B.D.Jacks. ex B.L.Rob. & Fernald